# Omicourt
Cet article possède un paronyme, voir Oricourt.
Ne doit pas être confondu avec Omécourt.
Omicourt est une commune française, située dans le département des Ardennes en région Grand Est.

## Géographie
|           | Sapogne-et-Feuchères | Saint-Aignan    |
| Vendresse | Omicourt             |                 |
|           |                      | Chémery-Chéhéry |

Omicourt se situe dans une plaine alluvionnaire. La commune est située à 13 km de Sedan (sous-préfecture des Ardennes) et environ 20 km de Charleville-Mézières (préfecture des Ardennes). 
Elle est adossée au canal des Ardennes ainsi qu'à une petite rivière appelée la Bar.
Les villages les plus proches d'Omicourt sont Malmy, Connage, Chéhéry et Saint-Aignan.

### Hydrographie
La commune est dans le bassin versant de la Meuse au sein du bassin Rhin-Meuse. Elle est drainée par la Bar, le canal des Ardennes  (versant Meuse) et le ruisseau le Rouge Cogneux,.
La Bar, d'une longueur de 62 km, prend sa source dans la commune de Harricourt et se jette  dans la Meuse à Dom-le-Mesnil, après avoir traversé 20 communes.
Le canal des Ardennes  (versant Meuse), d'une longueur de 30 km,  est un chenal et un cours d'eau naturel navigable qui a son origine dans la commune de Bairon et ses environs et se jette  dans la Meuse à Dom-le-Mesnil, après avoir traversé dix communes.

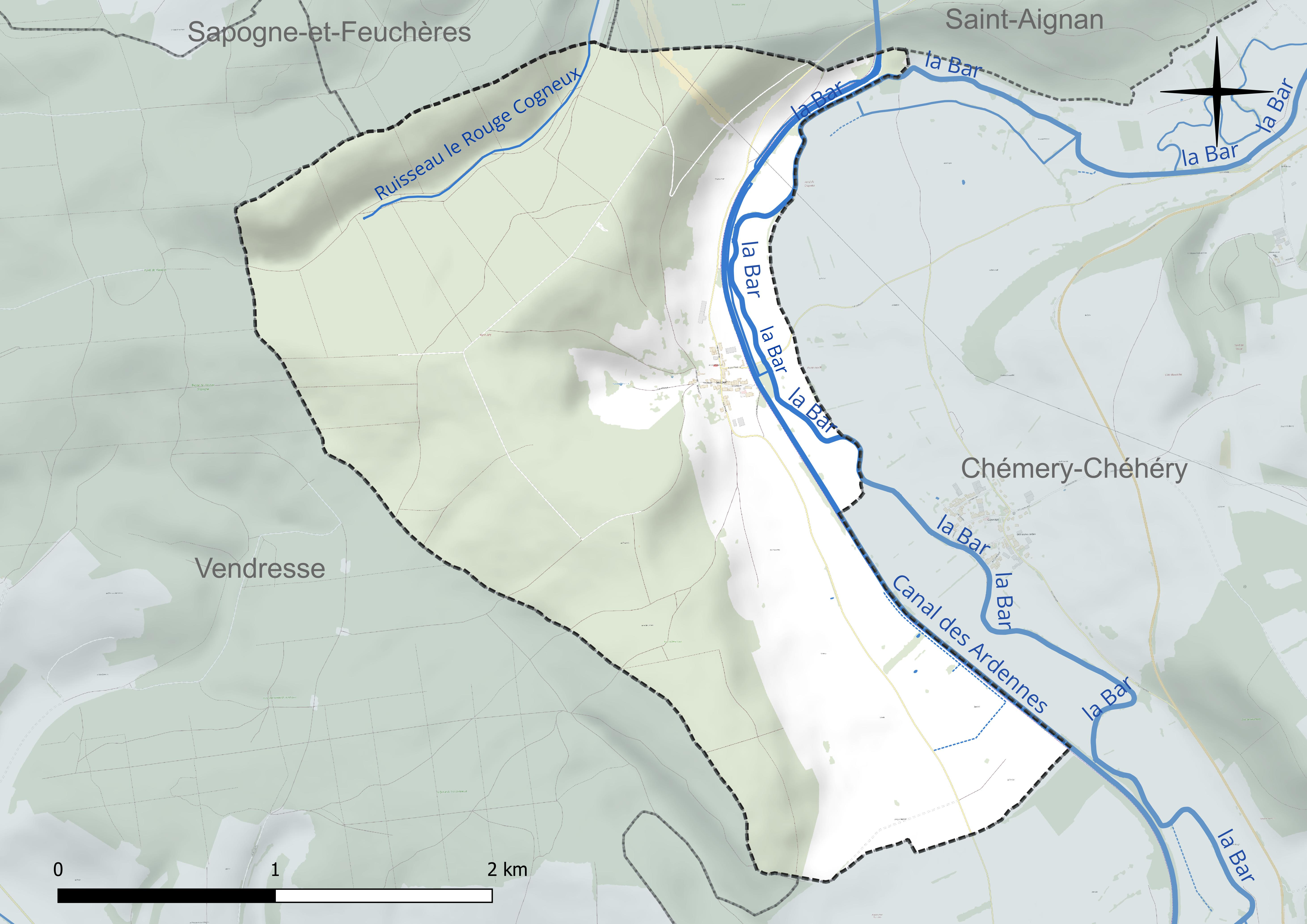
Réseau hydrographique d'Omicourt.

### Climat
Pour des articles plus généraux, voir Climat du Grand Est et Climat des Ardennes.
En 2010, le climat de la commune est de type climat de montagne, selon une étude du Centre national de la recherche scientifique s'appuyant sur une série de données couvrant la période 1971-2000. En 2020, Météo-France publie une typologie des climats de la France métropolitaine dans laquelle la commune est exposée à un climat océanique altéré et est dans la région climatique Lorraine, plateau de Langres, Morvan, caractérisée par un hiver rude (1,5 °C), des vents modérés et des brouillards fréquents en automne et hiver.
Pour la période 1971-2000, la température annuelle moyenne est de 9,8 °C, avec une amplitude thermique annuelle de 15,6 °C. Le cumul annuel moyen de précipitations est de 925 mm, avec 13,5 jours de précipitations en janvier et 9,5 jours en juillet. Pour la période 1991-2020, la température moyenne annuelle observée sur la station météorologique de Météo-France la plus proche, « Douzy », sur la commune de Douzy à 16 km à vol d'oiseau, est de 10,5 °C et le cumul annuel moyen de précipitations est de 857,0 mm. 
La température maximale relevée sur cette station est de 40,3 °C, atteinte le 25 juillet 2019 ; la température minimale est de −14,8 °C, atteinte le 3 janvier 2004,,.
Les paramètres climatiques de la commune ont été estimés pour le milieu du siècle (2041-2070) selon différents scénarios d'émission de gaz à effet de serre à partir des nouvelles projections climatiques de référence DRIAS-2020. Ils sont consultables sur un site dédié publié par Météo-France en novembre 2022.

## Urbanisme

### Typologie
Au 1er janvier 2024, Omicourt est catégorisée commune rurale à habitat très dispersé, selon la nouvelle grille communale de densité à 7 niveaux définie par l'Insee en 2022.
Elle est située hors unité urbaine. Par ailleurs la commune fait partie de l'aire d'attraction de Sedan, dont elle est une commune de la couronne,. Cette aire, qui regroupe 31 communes, est catégorisée dans les aires de moins de 50 000 habitants,.

### Occupation des sols
L'occupation des sols de la commune, telle qu'elle ressort de la base de données européenne d’occupation biophysique des sols Corine Land Cover (CLC), est marquée par l'importance des forêts et milieux semi-naturels (62,2 % en 2018), en diminution par rapport à 1990 (64,7 %). La répartition détaillée en 2018 est la suivante : 
forêts (62,2 %), prairies (22,4 %), terres arables (15,4 %). L'évolution de l’occupation des sols de la commune et de ses infrastructures peut être observée sur les différentes représentations cartographiques du territoire : la carte de Cassini (XVIIIe siècle), la carte d'état-major (1820-1866) et les cartes ou photos aériennes de l'IGN pour la période actuelle (1950 à aujourd'hui).

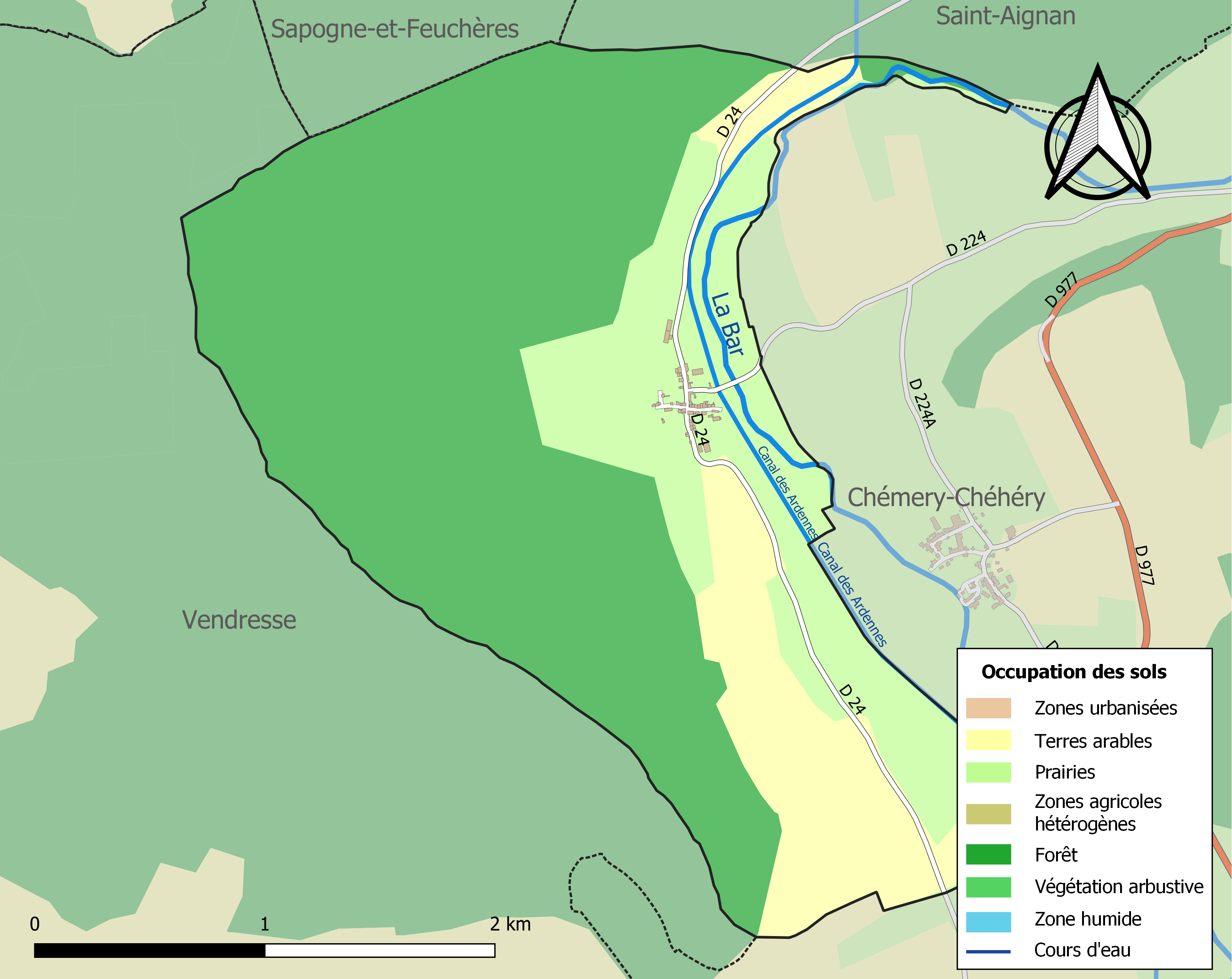
Carte des infrastructures et de l'occupation des sols de la commune en 2018 (CLC).

## Histoire
Les fondations de l'église datent du XIIe siècle.
La commune a également abrité un prieuré (inoccupé mais toujours debout), dépendant de l'abbatiale du Mont-Dieu (20 km). L'un et l'autre ne sont désormais plus occupés par les religieux.
Au cours de la Seconde Guerre mondiale, lors de la bataille de France, un peloton moto du 12e régiment de chasseurs défend Omicourt le 14 mai 1940 au matin avant de se replier soudainement car s'estimant trop découvert. Omicourt est alors peu après sans combats par les Allemands de la Kampfgruppe Krüger (commandée par Walter Krüger, c'est un groupement tactique de la 1. Panzer-Division de Friedrich Kirchner), prenant également le pont qui n'a pas été détruit, ce qui permet dans un premier temps aux Allemands d'attaquer à revers la défense du pont de Malmy et de prendre celui-ci intact. Ces deux ponts utilisables permettent à Heinz Guderian (chef du XIX. Armee-Korps (mot.)) de faire attaquer la 1. Panzer-Division vers l'ouest en passant sur la rive droite du canal des Ardennes. La situation n'est néanmoins pas si simple pour les Allemands car les ponts restent soumis au feu des canons français du II/78e régiment d'artillerie depuis Omont pendant quelque temps.
Plus tard au cours de cette guerre, Omicourt a abrité une « école des cadres » de la résistance ardennaise, et a été le théâtre de batailles acharnées, le pont d'Omicourt étant l'un des seuls restant à des kilomètres à la ronde.

## Politique et administration
| Période                                  | Période                   | Identité                                           | Étiquette | Qualité     |
| ---------------------------------------- | ------------------------- | -------------------------------------------------- | --------- | ----------- |
| 1895                                     | 1912                      | Émile Neveux                                       |           |             |
| 1912                                     | 1938                      | Charles Couaillier                                 |           |             |
| 1938                                     | après 1945                | Louis Bellomet                                     |           |             |
| Les données manquantes sont à compléter. |                           |                                                    |           |             |
| mars 2001                                | En cours (au 26 mai 2020) | Jean-Marc Deglaire, Réélu pour le mandat 2020-2026 |           | Agriculteur |
| Les données manquantes sont à compléter. |                           |                                                    |           |             |

| Période                                  | Période | Identité                | Étiquette | Qualité         |
| ---------------------------------------- | ------- | ----------------------- | --------- | --------------- |
| 1800                                     | 1812    | Jean-Baptiste Jacquet   |           |                 |
| 1813                                     | 1845    | Jacques Neveux          |           |                 |
| 1846                                     | 1861    | Jean-Alexis Neveux      |           |                 |
| 1862                                     | 1871    | Charles Robert Gousset  |           |                 |
| 1871                                     | 1876    | Jean-Baptiste Malicet   |           | marchand forain |
| 1876                                     | 1881    | Jean-Pierre Bébin       |           |                 |
| 1881                                     | 1884    | Jean-Baptiste Malicet   |           |                 |
| 1884                                     | 1888    | François Bellomet       |           |                 |
| 1888                                     | 1895    | Jean Nicolas Couaillier |           |                 |
| Les données manquantes sont à compléter. |         |                         |           |                 |

## Démographie
L'évolution du nombre d'habitants est connue à travers les recensements de la population effectués dans la commune depuis 1793. Pour les communes de moins de 10 000 habitants, une enquête de recensement portant sur toute la population est réalisée tous les cinq ans, les populations de référence des années intermédiaires étant quant à elles estimées par interpolation ou extrapolation. Pour la commune, le premier recensement exhaustif entrant dans le cadre du nouveau dispositif a été réalisé en 2006.

En 2022, la commune comptait 43 habitants, en évolution de +2,38 % par rapport à 2016 (Ardennes : −2,97 %, France hors Mayotte : +2,11 %).
| 1793 | 1800 | 1806 | 1821 | 1831 | 1836 | 1841 | 1846 | 1851 |
| ---- | ---- | ---- | ---- | ---- | ---- | ---- | ---- | ---- |
| 168  | 205  | 176  | 224  | 231  | 233  | 221  | 200  | 227  |

| 1866 | 1872 | 1876 | 1881 | 1886 | 1891 | 1896 | 1901 | 1906 |
| ---- | ---- | ---- | ---- | ---- | ---- | ---- | ---- | ---- |
| 220  | 220  | 197  | 202  | 170  | 183  | 155  | 131  | 111  |

| 1911 | 1921 | 1926 | 1931 | 1936 | 1946 | 1954 | 1962 | 1968 |
| ---- | ---- | ---- | ---- | ---- | ---- | ---- | ---- | ---- |
| 98   | 90   | 102  | 74   | 79   | 62   | 40   | 39   | 47   |

| 1975 | 1982 | 1990 | 1999 | 2006 | 2011 | 2016 | 2021 | 2022 |
| ---- | ---- | ---- | ---- | ---- | ---- | ---- | ---- | ---- |
| 26   | 26   | 27   | 34   | 45   | 41   | 42   | 41   | 43   |

La commune va faire l'objet d'un nouveau recensement en 2011.

## Lieux et monuments

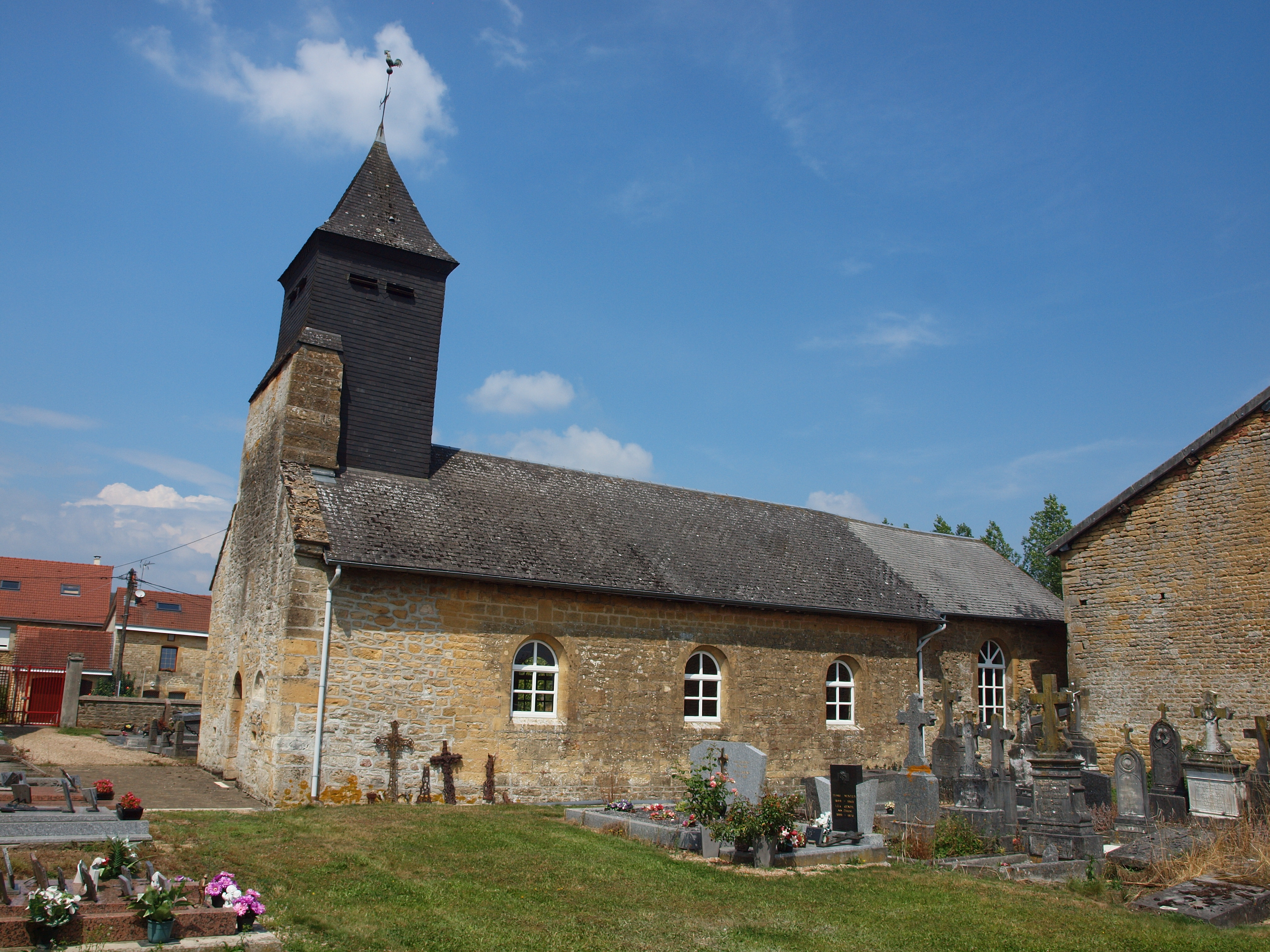
L'église d'Omicourt.

- L'église d'Omicourt.L'église Saint-Memmie est remarquable, ses fondations datent du XIIe siècle. Elle est classée « monument historique ».
- Le canal des Ardennes. À quelques kilomètres d'Omicourt se trouve l'écluse de Saint-Aignan. À cet endroit, le canal des Ardennes traverse la colline par un tunnel long de quelques centaines de mètres pour ressortir dans la vallée voisine.

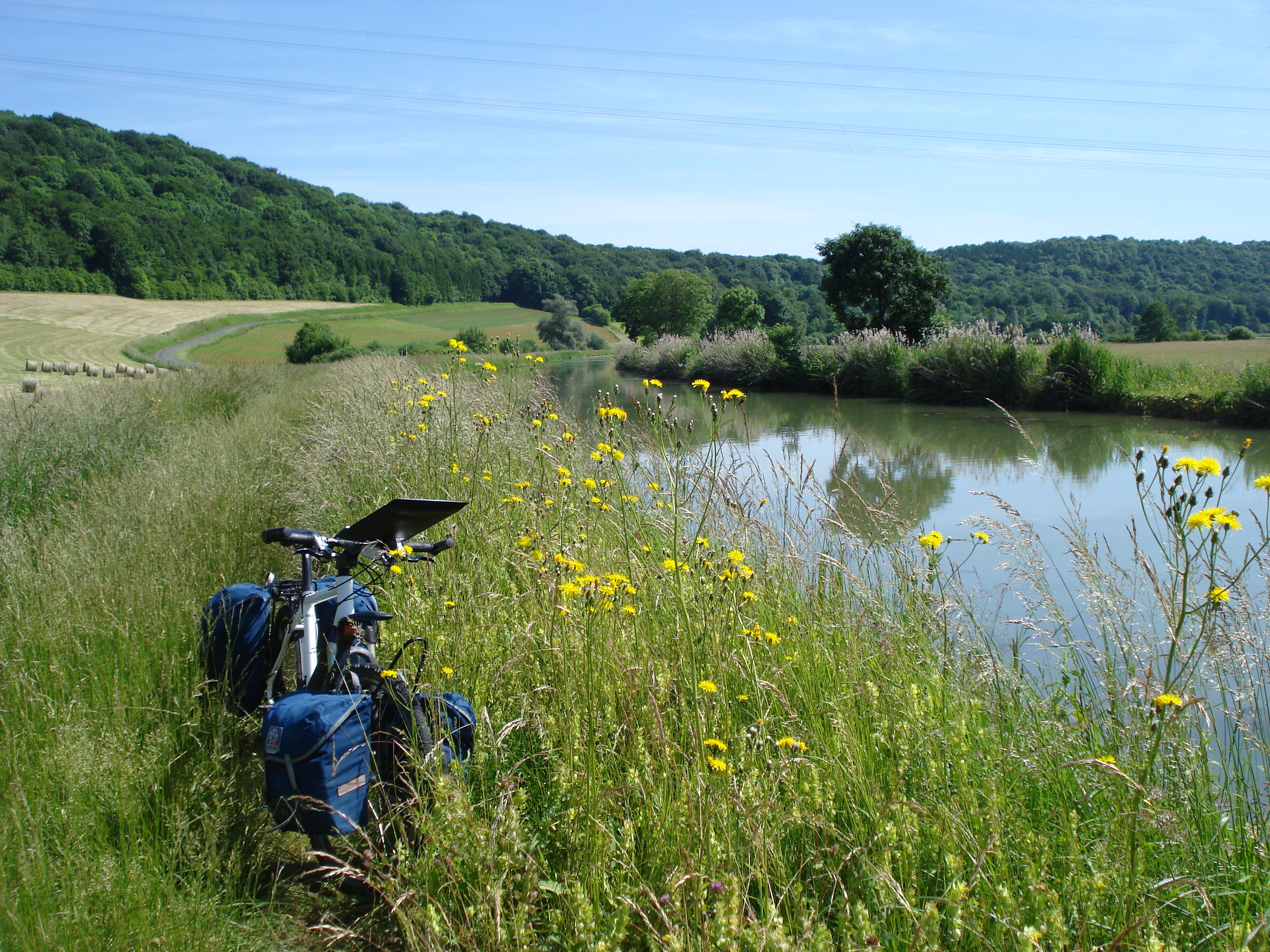
Canal des Ardennes à Omicourt.